# Stadický mlýn
Stadický mlýn je zaniklý vodní mlýn ve vsi Stadice v okrese Ústí nad Labem, který stál na řece Bílina západně od kamenného mostu.

## Historie
Vodní mlýn byl postaven před rokem 1768. Radikální přestavbou prošel roku 1805 (letopočet je na zachované části nadpraží vstupního portálu). Po roce 1977 byla mlýnice zbořena a na jejím místě postavena obytná vila.

## Popis
Mlýnice a dům byly pod jednou střechou, ale dispozičně oddělené; obě stavby byly zděné, jednopatrové. Voda k mlýnu vedla náhonem, po ukončení činnosti byl postupně zasypán. Mlýn měl původně dva francouzské mlecí kameny; jeden se rozpadl, druhý byl přemístěn do Grizzlochova mlýna v lokalitě Krásný Les čp. 207 v Krušných horách. Roku 1930 měl jedno jedno kolo na spodní vodu, hltnost 0,877 m³/s, spád dva metry a výkon sedm koňských sil.